# Gott och blandat (album)
Gott och blandat är ett musikalbum från år 1999 av gruppen Caramell.
Det var deras debutalbum.

## Låtlista
1. "Jag ser på dig" – 03:24
2. "Skattjakt" – 03:22
3. "Efter plugget" (Cover på "Efter plugget" av Factory) – 03:09
4. "Mr. Cowboy" – 03:02
5. "Om du var min" – 03:32
6. "Vara vänner" – 03:40
7. "Simsalabim" – 03:22
8. "Telefon" – 03:33
9. "Explodera (upp som dynamit)" – 03:38
10. "Som en saga" – 03:29
11. "Kom och ta' mig" – 03:16
12. "Luftballong" – 03:21
13. "Vingar" – 03:33